# Allvar Gullstrand
Allvar Gullstrand (Landskrona, 5 juni 1862 – Stockholm, 28 juli 1930) was een Zweeds oogarts.

## Biografie
Gullstrand was de zoon van de arts Pehr Alfred Gullstrand (1825-1892) en Sofia Mathilda Korsell. Hij studeerde aan de universiteiten van Uppsala en Stockholm alwaar hij in 1890 afstudeerde met een medische graad in de oogheelkunde. Hij was professor (1894-1927) successievelijk in oogheelkunde en optica aan de Universiteit van Uppsala. Hij paste wiskundige methoden toe op de studie van optische beelden en de straalbreking van licht in het oog. Hiervoor ontving hij in 1911 de Nobelprijs voor de Fysiologie of Geneeskunde.
Gullstrand is bekend om zijn onderzoek naar de aanpassing en astigmatisme van het oog, voor het verbeteren van de oftalmoscoop en corrigerende lenzen voor patiënten waarbij grijze staar was verwijderd.

## Nobelcomité
Hoewel Gullstrand geen formele opleiding in de natuurkunde had gevolgd, werd hij benoemd tot lid van het Nobel Comité voor de Fysica. Achter de schermen zorgde zijn verzet ervoor dat Albert Einstein nooit de Nobelprijs kreeg toegewezen voor zijn relativiteitstheorie. De reden was dat hij deze theorie niet begreep, twijfelde aan de nauwkeurigheid ervan en de theorie afdeed als "van kleine betekenis". Voor zijn werk aan het foto-elektrisch effect kreeg Einstein in 1921 alsnog de Nobelprijs.

## Vermelding
- M. G. J. Minnaert: De natuurkunde van 't vrije veld, Deel 1: Licht en kleur in het landschap.